# Pachetra nigrescens
Pachetra nigrescens är en fjärilsart som beskrevs av Barend J. Lempke 1964. Pachetra nigrescens ingår i släktet Pachetra och familjen nattflyn. Inga underarter finns listade i Catalogue of Life.